# 응우옌푹브우또안

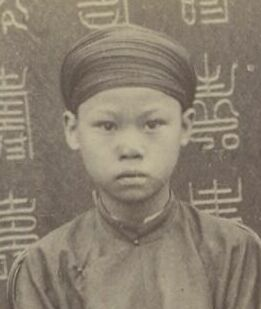

응우옌푹브우또안(베트남어: Nguyễn Phúc Bửu Toàn/Nguyễn Phúc Bửu Tán / 阮福寶巑 완복보찬, 1882년 ~ 1941년 5월 8일)은 응우옌 왕조의 황족이다. 죽득 황제의 9번째 아들로, 생모는 자명혜황후(慈明惠皇后) 판티디에우(潘氏調)이다. 본명은 응우옌푹브우도아(베트남어: Nguyễn Phúc Bửu Đoá / 阮福寶𡶲 완복보타) 또는 응우옌푹브우티엔(베트남어: Nguyễn Phúc Bửu Thiện / 阮福寶⿰山善 완복보선)이었다.

## 생애
뜨득 35년(1882년), 출생하였다.
뜨득 36년(1883년), 뜨득 황제가 사망하자 그의 유조로 황장자(皇長子)인 죽득 황제가 뒤를 이었으나, 3일 뒤에 권신 똔텃투옛과 응우옌반뜨엉에게 폐위되고 낭국공(朗國公) 응우옌푹홍젓이 뒤를 이었다. 죽득 일가는 모두 육덕당(育德堂)에 감금되었다. 그해 음력 9월, 응우옌반뜨엉이 죽득을 감옥에 가두었다가 살해한 뒤 죽득의 처첩들은 친정으로 돌아가게 하였고, 그의 자녀들도 각기 생모를 따라 외가로 가서 거주하게 했다. 브우또안 역사 판티디에우를 따라 푸르엉사(富良社)의 외가로 돌아갔다.
타인타이 원년(1889년), 일곱째 형인 타인타이 황제가 즉위하자 브우또안은 황제(皇弟)가 되었다.
타인타이 2년(1890년) 음력 3월, 동생인 응우옌푹브우리엠, 응우옌푹브우로이와 함께 출각(出閣)과 독서(讀書)를 하였다.
타인타이 9년(1897년), 타인타이를 따라 순행하였다.
타인타이 12년(1900년) 음력 8월, 선화군공(베트남어: Tuyên Hóa Quận Công / 宣化郡公)에 봉해졌다. 또한 연록군공(延祿郡公) 응우옌턴의 서녀(庶女)인 응우옌자티딘(阮嘉氏婷)을 본처로 삼아 혼인하였다.
타인타이 15년(1903년) 음력 12월, 타인타이가 예부상서(禮部尙書) 응오딘카(吳廷可)를 브우또안과 브우리엠의 프랑스어 교사로 임명하여 프랑스어를 가르치게 하였다.
타인타이 16년(1904년) 음력 1월, 타인타이의 명으로 관존학(管尊學)을 겸하였다. 이후 선화공(베트남어: Tuyên Hóa Công / 宣化公)으로 진봉되었다.
타인타이 17년(1905년) 음력 10월, 존인부(尊人府)에서 상소를 올려 브우또안으로 하여금 섭존인부(攝尊人府)를 겸하게 하기를 청했고, 타인타이는 이를 승인하였으나 최종적으로 임명하지는 못했다.
타인타이 18년(1906년) 음력 3월, 타인타이가 북쪽으로 순행을 나갈 때 브우또안과 브우리엠이 그를 따라가 호가친신(護駕親臣)을 맡았다.
주이떤 원년(1907년) 음력 7월, 타인타이가 폐위되고 주이떤 황제가 즉위하였다. 그해 음력 10월, 프랑스가 파견한 경흠사(京欽使) 페르낭 에르네스트 레베크(Fernand Ernest Lévecque)가 브우또안이 세심하고 꾀가 많다고 여겨 후에에 머무르게 하면 사단이 일어날 것을 우려하였고, 프랑스령 인도차이나의 총독에게 보고해 브우또안의 거처를 옮기도록 하였다. 브우또안은 카인호아성의 냐짱으로 옮기겠다고 자청하였다.
주이떤 2년(1908년) 음력 10월, 브우또안이 상소를 올려 후에로 돌아가기를 청했으나 프랑스 흠사의 동의를 얻지 못했다.
주이떤 3년(1909년) 음력 8월, 죽득의 생일을 맞이하여 다시 후에로 돌아가서 참배하기를 청했으나 허가받지 못했다. 그해 음력 12월, 브우또안이 다시 후에로 돌아가서 참배하였다.
주이떤 4년(1910년) 음력 3월, 브우또안이 다시 상소를 올려 후에로 돌아가서 거주하기를 청했다. 프랑스 흠사는 이를 평가한 뒤 브우또안은 정국에 대해 프랑스에 불리한 영향을 끼치지 못할 것으로 판단하였고, 이에 그가 후에로 돌아와 거주하도록 허가하였다.
바오다이 16년(1941년) 음력 2월, 선화군왕(베트남어: Tuyên Hóa Quận Vương / 宣化郡王)으로 진봉되었다. 그해 음력 4월 13일(1941년 5월 8일), 후에 경성(京城)에서 사망하니 향년 60세였다. 선화왕(베트남어: Tuyên Hóa Vương / 宣化王)에 추봉하였고, 시호를 단공(端恭)이라고 하였다. 승천부(承天府) 향수현(香水縣) 안구사(安舊社, 현재 후에시 안끄우방에 속함)에 장사지냈고, 푸호아방(富和坊)에 사당을 세우고 제사를 지냈다. 아래는 그를 선화왕에 추봉하는 책문이다.
保大十六年四月十五日，御前文房總理大臣臣範瓊奉上諭，宣化郡王故寶巑，係王室懿親，天性聰慧，久居藩服，心篤忠貞，處家樂善，有古東平王之風。方期長引天年，尊榮共享。詎意一病長辭，良深悼霹。茲特凖追封為宣化王，炤新爵給卹，以彰厚道，而慰潛靈。其合行事宜，著有司炤例遵行，欽此。— 保大十六年追封宣化王上諭

## 가족

### 아내
- 정실(正室) 응우옌자티딘(阮嘉氏婷) - 연록군공(延祿郡公) 응우옌턴의 딸

### 자녀
아들 7명과 딸 3명을 두었다.

#### 아들
- 응우옌푹빈푸(阮福永扶)
- 응우옌푹빈바오(阮福永抱)
- 응우옌푹빈장(阮福永拯)
- 응우옌푹빈녜(阮福永擟)
- 응우옌푹빈찌(阮福永持)
- 응우옌푹빈판(阮福永攀)
  - 손자 응우옌푹바오쩐(베트남어: Bảo Chấn / 阮福保振) - 현대 베트남의 저명한 음악가이다.
  - 손자 응우옌푹바오푹(베트남어: Bảo Phúc / 阮福保揊) - 현대 베트남의 저명한 음악가이다.
- 응우옌푹빈응오악(阮福永𢫛)

#### 딸
- 응우옌푹꾹프엉(阮福菊芳)
- 응우옌푹미하(阮福美荷)
- 응우옌푹지엠란(阮福艷蘭)

## 참고 문헌
- 《대남식록》정편제5기(正編第五紀)
- 《대남식록》정편제6기부편(正編第六紀附編)
- 《황족략편(皇族略編)》